# Ieberenplas
De Ieberenplas (ook Iberenplas) is een meertje in het hart van de Nederlandse provincie Drenthe. Hij ligt verscholen in de boswachterij Grolloo tussen de dorpen Schoonloo en Elp. Zo'n 300 meter ten zuiden van de plas ligt de provinciale weg 374.
De Ieberenplas wordt sinds de jaren zestig gebruikt als zwemvijver en recreatieplas. Er is een zandstrandje dat geleidelijk schuin afloopt en de maximale diepte in het meer is minder dan 2 meter. Hierdoor is de plas ook geschikt als speelvijver voor kinderen. Er zijn picknickgelegenheden, toiletten en tevens een kiosk waar op zomerse dagen versnaperingen worden verkocht.
De Ieberenplas wordt beheerd door Staatsbosbeheer. Om de waterkwaliteit op peil te houden wordt de plas eens per twee jaar leeggepompt. In het water ligt geen afval van recreanten, maar wel dode takken en naalden van bomen.
In de nabijheid van de Ieberenplas ligt het groepskampeerterrein Uteringskamp.

## Naam
De ieberen (ook: iebeern) is de Drentse naam van de kraaiheide. De naam is een verbastering van hietberen (hiet = heide en beren = bes).